# Степанов, Нестор Степанович
Нестор Степанович Степанов (1871 — после 1931) — машинист, депутат II Государственной Думы от Пензенской губернии, меньшевик, городской голова Пензы в 1917—1918 годах. Жертва коммунистических репрессий.

## Биография
По происхождению из крестьян села Рамзай (ныне Мокшанского района Пензенской области). Вначале имел лишь домашнее образование, но расширил его самообразованием, готовился к экзамену по курсу гимназии, учил латинский язык. С 17 лет начал работать машинистом Пензенского железнодорожного узла. Во время забастовки в октябре 1905 года, как член пензенского железнодорожного стачечного комитета, был арестован, уволен после 18 лет службы. Состоял в Пензенской группе РСДРП, был меньшевиком.
6 февраля 1907 года был избран в Государственную думу II созыва от общего состава выборщиков Пензенского губернского избирательного собрания. Вошёл в состав думской Социал-демократической фракции, был членом её меньшевистского крыла. Членом думских комиссий не был, в Думе с её трибуны не выступал. 22 ноября — 1 декабря был привлечён к суду в особом присутствии Сената по процессу социал-демократической фракции в Думе. В числе 11 подсудимых был оправдан «по недоказанности их виновности».
12 марта 1917 года избран председателем вновь образованного горсовета рабочих депутатов. 13 марта произошло слияние Совета рабочих и Совета солдатских депутатов в единую организацию, председателем опять же избран Степанов. 20 марта вошёл в числе 5 пензенских социал-демократов в комитет Пензенской организации РСДРП. 1 мая 1917 редактор «Известий Совета рабочих и крестьянских депутатов», а с августа 1917 года редактор «Борьбы», газеты пензенской объединенной группы меньшевиков. В августе 1917 избран городским головой Пензы, оставался на этом посту вплоть до 1918 года. Во время его правления на сцене Народного дома поставили «Власть тьмы» Л. Н. Толстого и «Горе от ума» А. С. Грибоедова.
26-28 октября 1917 на экстренном заседании Совета рабочих и солдатских депутатов выступил с докладом, осудив Октябрьское вооружённое восстание. Решительными мерами предотвратил грабежи магазинов, начавшиеся сразу же после получения известий об Октябрьском перевороте. Вёл борьбу с большевиками, обвинял их в разжигании социальной вражды.
9 декабря 1917 года на пленарном заседании губернского Совета рабочих и солдатских депутатов состоялись перевыборы председателя, и на этом посту Степанова сменил большевик В. В. Кураев. 20 декабря того же года Степанов, всё ещё оставаясь членом Совета, возражал Кураеву по поводу немедленной национализации банков, по словам Степанова национализация должна была привести к экономической катастрофе.
К началу 1930-х годов имел среднее техническое образование, то есть в советское время окончил техническое учебное учреждение. При аресте в 1931 году значился беспартийным.
В 1929 году работал механиком на фабрике им. Сталина в Пензе. 14 октября 1929 года [так в источнике!] особое совещание при Коллегии ОГПУ по обвинению по статье 58-10 («проводил а/с [антисоветскую] агитацию, направленную на срыв мероприятий проводимых Советской властью на селе», то есть критиковал коллективизацию) приговорило Н. С. Степанова к 3 годам заключения. Спустя два года 3 марта 1931 арестован Пензенским городским отделом ОГПУ. По некоторым сведениям срок отбывал в Казахстане.
Дальнейшая судьба и дата смерти неизвестны.
7 сентября 1989 года реабилитирован прокуратурой Пензенской области на основании Указа Верховного Совета СССР от 16 января 1989 года.

### Архивы
- Российский государственный исторический архив. Фонд 1278. Опись 1 (2-й созыв). Дело 407; Дело 585. Лист 9.